# Taxillus balansae
Taxillus balansae là một loài thực vật có hoa trong họ Loranthaceae. Loài này được (Lecomte) Danser miêu tả khoa học đầu tiên năm 1931.